# 嘉兴路 (上海)
嘉兴路是中華人民共和國上海市虹口区一條東西走向道路，道路西起新嘉路，东至沙涇路，全长約250米，宽度為14米，道路建於清朝光绪三十年（1904年），路名來自於浙江嘉兴。